# توگژانبورگ (ولکره)
توگژانبورگ یکی از بخش‌های کانتون سنت گالن  در کشور سوئیس است.